# Gédéon Kyungu Mutanga
Gédéon Kyungu Mutanga, de son vrai nom Gédéon Kyungu Mutanga Wa Bafunkwa Kanonga, connu sous le nom de Gédéon, est un milicien congolais lors de la deuxième guerre du Congo.

## Biographie
Gédéon et sa milice font trembler le Katanga pour ses exactions, pillages viols, tueries de masse et notamment des actes de cannibalisme.
Gédéon Kyungu se rend aux casques bleus le 16 mai 2006. Il est condamné en 2009 avec son épouse pour crimes contre l'humanité commis pendant et après la deuxième guerre du Congo. Gédéon Kyungu est condamné à mort.
Le 7 septembre 2011, il s'évade d'une prison de Lubumbashi après que des membres de sa milice ouvrent le feu sur les gardiens de la prison,. Les autorités de la province du Katanga ont offert une récompense de 100 000$ pour les informations conduisant à son arrestation. Après son évasion de prison, il a formé le Maï-Maï Kata Katanga.
Le gouverneur du Katanga, Moïse Katumbi Chapwe, déclare que « Gédéon et ses fidèles sont des cannibales » et demande au gouvernement central de livrer Gédéon à la Cour pénale internationale pour « crimes contre l’humanité ».
Le 11 octobre 2016, il se rend avec 150 combattants, essentiellement des enfants, aux autorités congolaises à Malambwe afin de mettre fin à l'insécurité dans la région.